# Durango (stan)
Durangoⓘ – stan w północno-zachodnim Meksyku. Graniczy ze stanami Sinaloa, Chihuahua, Coahuila, Zacatecas oraz Nayarit. Stolicą stanu jest miasto Durango.

## Podział administracyjny
Durango dzieli się na 39 gmin (hiszp. municipios).

## Historia
W momencie przybycia Hiszpanów do Meksyku w XVI w. Durango było zamieszkane głównie przez indiańskie plemię Tepehuán. Pierwszym Hiszpanem, który przybył do tego regionu był kapitan Francisco de Ibarra. Miasto Durango zostało założone w 1563 r. W XVII w. miały tu miejsce liczne powstania tubylców protestujących przeciwko ich nieludzkiemu wykorzystywaniu.
Dużą aktywność w rejonie przejawiały zakony franciszkanów i jezuitów, które próbowały nawracać Indian poprzez zakładanie misji na ich terytoriach. Aż do XIX w. dochodziło do licznych spięć z wojowniczymi plemionami Apaczów i Komanczów. Konflikty z nimi sprawiały, że Durango długo było nieprzyjazne dla nowych osadników. Ciągłe niepokoje sprawiały, że był to jeden z biedniejszych regionów kolonialnego Meksyku. 
Po wybuchu walk o niepodległość kilku lokalnych duchownych próbowało wesprzeć oddziały powstańców Miguela Hidalgo. Jednak próby te okazały się nieskuteczne ze względu na lojalność władz Durango względem Hiszpanii. W końcu 1810 r. Pedro Celestino Negrete pokonał rojalistów w tym rejonie. W 1821 r. Durango dołączyło do już niepodległego Meksyku.
W 1825 r. Durango uzyskało status stanu i w tym samym roku powstała pierwsza konstytucja stanowa. Pierwszym gubernatorem został Santiago Baca Ortíz. W latach 50., podobnie jak i w pozostałych rejonach kraju, miała tu miejsce walka o władzę pomiędzy stronnictwami liberałów i konserwatystów. Początkowo przeważali konserwatyści, którzy jednak ostatecznie przegrali. Elita Durango poparła Porfirio Díaza w czasie jego dyktatorskich rządów. W zamian za to Diaz faworyzował ten rejon przy budowie infrastruktury kolejowej i rozwoju gospodarczym.
W 1909 r. poparcie dla Diaza uległo nadwątleniu a większość bogatszych mieszkańców stanu poparła opozycjonistę – Francisca Madera. Rewolucjoniści przejęli władzę w Durango i pokonali lojalną wobec Diaza administrację (w całym kraju rozgorzała wówczas wojna domowa). Dopiero w 1917 r. doszło do uspokojenia sytuacji, wtedy to bowiem wraz z przyjęciem nowej konstytucji meksykańskiej przyjęto także nową konstytucję stanową. Pokój nie trwał jednak długo. Mianowicie za sprawą rebeliantów dowodzonych przez Francisca Villę doszło w 1923 r. do wybuchu powstania, które jednak zostało szybko stłumione. Cztery lata później toczyły się tutaj walki pomiędzy wojskami federalnymi a stronnikami kościoła katolickiego (tzw. powstanie Cristero). Zakończyły się one ustępstwami rządu wobec katolickich partyzantów, którzy żądali większej wolności religijnej.
Po podpisaniu porozumienia o wolnym handlu w 1994 r. ze Stanami Zjednoczonymi z Kanadą (tzw. NAFTA) doszło do znaczącego ożywienia gospodarczego w Durango. Ponadto rząd dokonał wielu nowych inwestycji w infrastrukturę drogową, irygacyjną oraz w szkolnictwie i służbie zdrowia.
Praktycznie od połowy XX w. do czasów współczesnych władzę sprawuje tu nieprzerwanie Partia Rewolucyjno-Instytucjonalna.

## Warunki geograficzne i klimatyczne
Przez stan przebiegają liczne pasma górskie. Główne z nich to przechodzące z północnego zachodu na południowy zachód Sierra Madre Occidental. Pomiędzy półpustynnymi dolinami znajdują się głębokie kaniony. Doliny (takie jak np. Guadiana) są oddzielone od siebie górami (sierras): Oso, Guajalote, Magdalena, Coneto i Gamón.
Przez region przepływa rzeka Florido, która ma ujście w Zatoce Meksykańskiej, większość rzek i strumieni wpływa do Oceanu Spokojnego. Są to m.in.: Huyapan, Tamazula, Los Remedios, San Diego i Mezquital.
Średnia temperatur wynosi 21 °C. Średnia roczna opadów to natomiast 283 mm, większość skromnych deszczów spada w porze letniej. W stanie znajdują się dosyć duże kompleksy wiecznie zielonych lasów (znajduje się tu "Rezerwat Biosfery La Michilía"). Oprócz lasów istnieją tu też regiony pustynne i półpustynne porośnięte kaktusami i inną rzadką roślinnością. Charakterystyczne dla fauny Durango są liczne odmiany motyli ponadto występują tu: jelenie, lisy, wiewiórki i kojoty oraz liczne gryzonie pustynne.

## Gospodarka
Dawniej ekonomia Durango ograniczała się głównie do rolnictwa i górnictwa. Od powstania NAFT-y znajdują się tu liczne fabryki (nazywane w Meksyku maquiladoras). W dalszym ciągu wydobycie srebra i złota pozostaje ważnym źródłem utrzymania mieszkańców stanu.
Działalność przemysłowa koncentruje się w stolicy stanu – Durango oraz na wschodzie w regionie La Laguna wokół takich miast jak: Gómez Palacio i Lerdo. W 2004 r. funkcjonowało tu ok. 4 tys. przedsiębiorstw zatrudniających 100 tys. pracowników. Główne gałęzie przemysłu to: włókiennictwo, przemysł drzewny, elektroniczny, samochodowy i spożywczy.
W rolnictwie dużą role odgrywa pasterstwo i hodowla bydła. Ze względu na niesprzyjające warunki klimatyczne (niskie opady) uprawa roli ma ograniczony zakres.
W miejscach (głównie dolina Guadiana), w których możliwe jest nawadnianie uprawia się m.in.: sorgo, kukurydzę, fasolę i owies.
Stan Durango jest trzecim co do wielkości producentem srebra w Meksyku (sam Meksyk zajmuje pierwsze miejsce na świecie pod względem wydobycia srebra). Wydobywa się tu również: ołów, cynk i miedź. Durango jest także znaczącym regionem pozyskiwania drewna (głównie dąb i sosna).

## Galeria

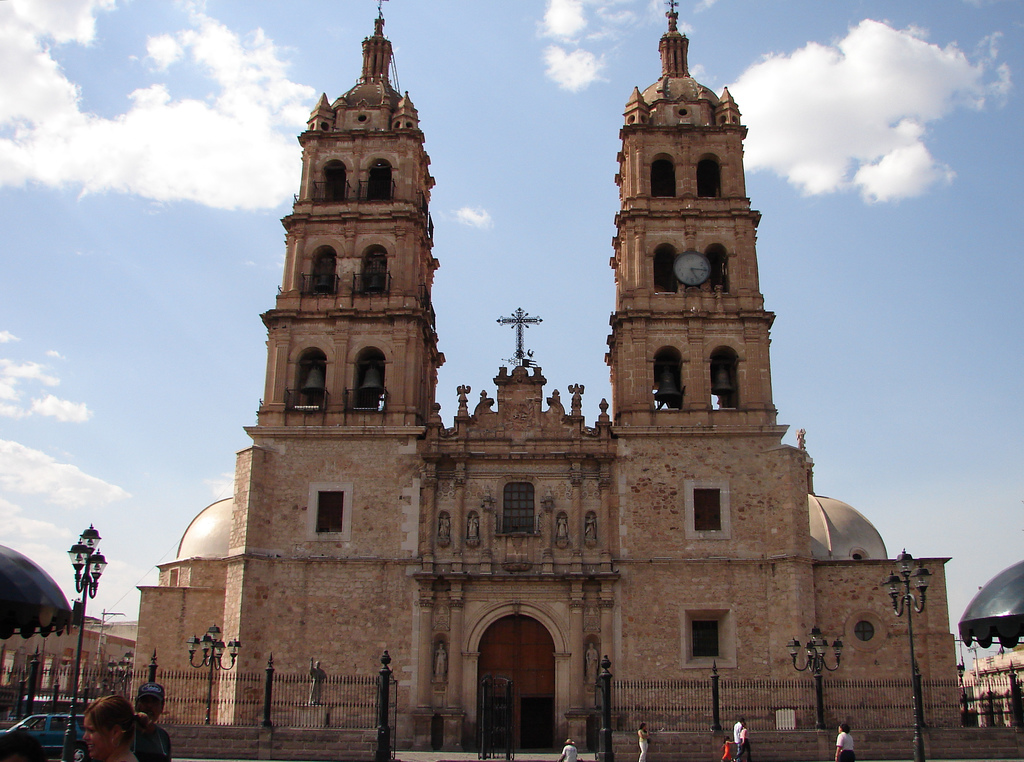
Katedra w mieście Durango
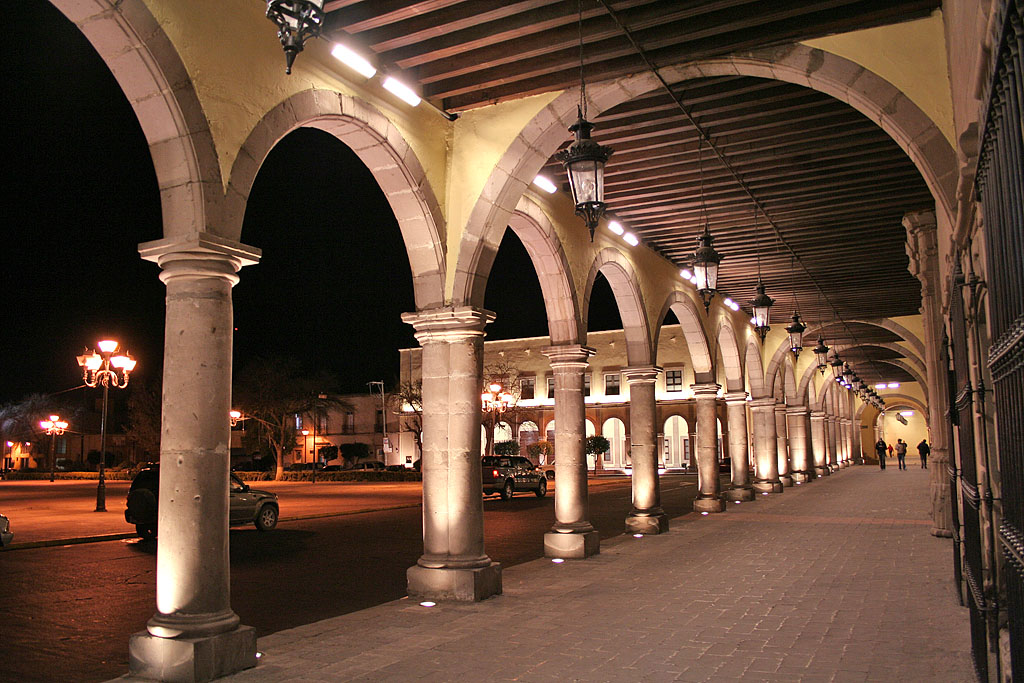
Pałac Gubernatorski w mieście Durango
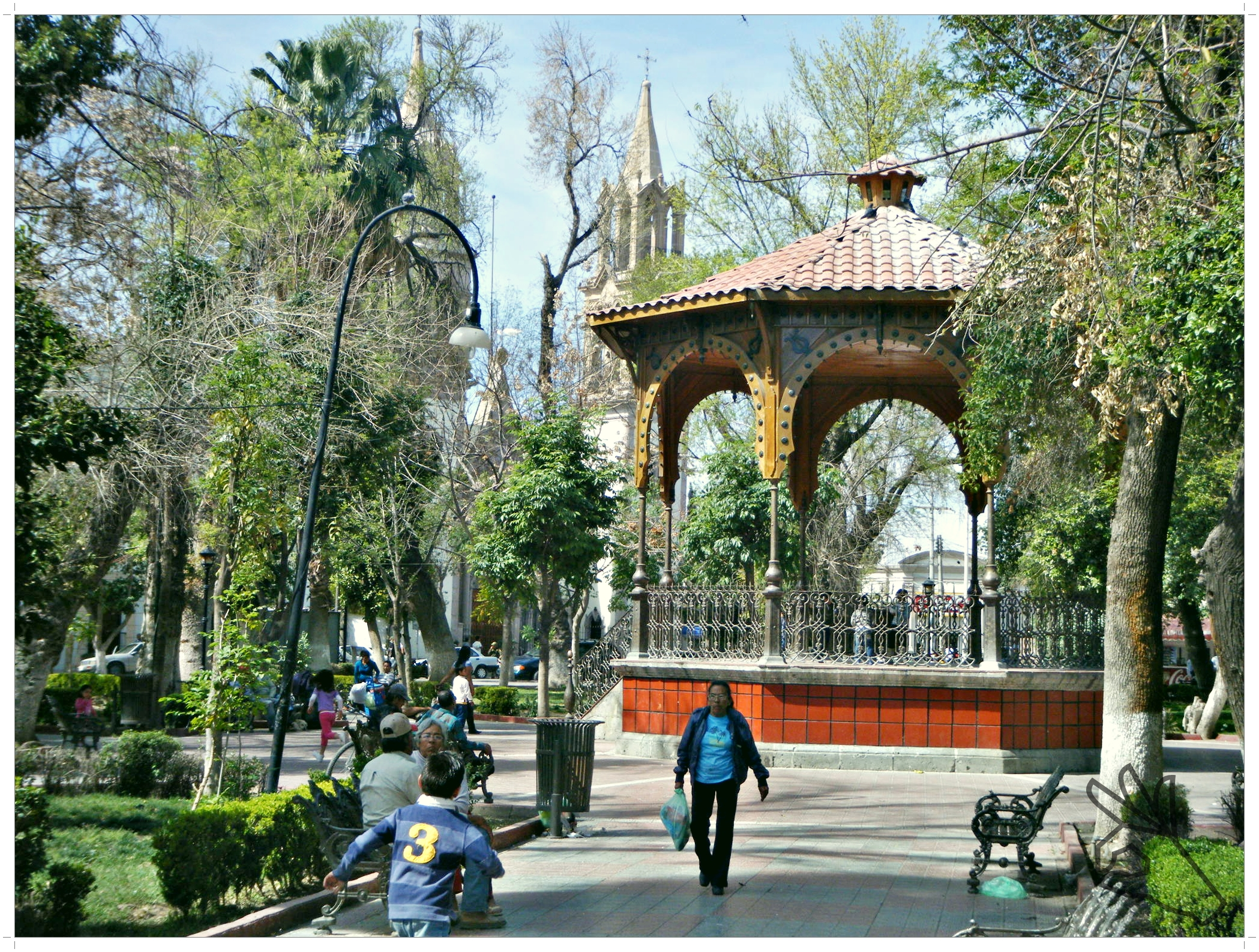
Miasto Ciudad Lerdo